# Chilicola longitarsa
Chilicola longitarsa là một loài Hymenoptera trong họ Colletidae. Loài này được Spinola mô tả khoa học năm 1851.